# 甲午更张
甲午更张，又称甲午改革，是1894年（甲午年）朝鲜王朝进行的一次近代化改革。1895年到1896年的乙未改革被认为是它的一部分。

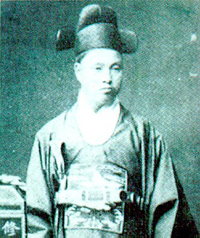
金弘集

1894年東學黨起義發生以後，日本出兵朝鮮，要求朝鲜改革内政。7月23日日軍占领景福宫。以开化党为中心金弘集内阁誕生。7月27日改革的中心机关軍国機務处設立。

## 主要内容
- 停止使用中国年号、改为朝鲜開国紀年。
- 宮内府与議政府分離。
- 六曹（吏曹、戶曹、礼曹、兵曹、刑曹、工曹）改組為内務、外務、度支（財務）、軍務、法務、学務、工務、農商務八衙門。
- 废止科舉制。
- 废止封建的身分制。
- 废止奴婢。
- 禁止人身买卖。
- 禁止拷問。
- 废止罪人連座法。
- 禁止早婚。
- 允许寡婦再婚。
- 實行財政改革。
- 租税金納化。
- 實施通貨銀本位制。
- 统一度量衡。

12月軍国機務处撤銷、甲申政变失敗后逃亡日本的朴泳孝内務大臣继续改革。
- 議政府内閣导入近代的内閣制度。
- 发布洪範十四條。
- 地方行政区制度改革，八道改为二十三府制。
- 税制制度改革。
- 确立近代的警察、軍事制度。
- 司法制度近代化。

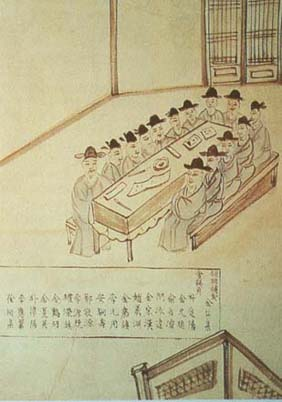
当时的内阁

1895年1月7日（高宗三十一年十二月十六日），朝鲜高宗率领世子（朝鲜纯宗）、百官参拜宗庙，举行宣誓典礼，宣布《洪范十四条》，其中第一条即宣告“割断依附清国虑念，确建独立自主基础”，正式宣告朝鮮半岛与中华帝国上千年的宗藩关系就此终结。
1895年5月政权内部对立、金弘集内閣倒台。朴泳孝再次为朴定陽内閣内務大臣。三国干涉后、日本对朝鮮影響力减弱，以王妃閔玆暎（明成皇后）为中心的親俄派崛起。朴泳孝8月被怀疑謀反、逃亡日本。后来親俄派内閣产生、改革停滞。
10月8日乙未事变閔玆暎被杀，乙未改革开始。